# فيديريكو سانتاندير
فيديريكو سانتاندير (بالإسبانية: Federico Santander)‏ (4 يونيو 1991 بسان لورينزو في باراغواي - ) هو لاعب كرة قدم باراغواياني في مركز الهجوم. شارك مع منتخب الباراغواي تحت 20 سنة لكرة القدم ومنتخب باراغواي لكرة القدم. أما مع النوادي، فقد لعب مع تيغري ونادي تولوز ونادي راسينغ ونادي كوبنهاغن ونادي غواراني (نادي كرة قدم).

## روابط خارجية
- فيديريكو سانتاندير على موقع قاعدة بيانات كرة القدم.إي يو (الإنجليزية)
- فيديريكو سانتاندير على موقع ناشيونال فوتبول تيمز (الإنجليزية)
- فيديريكو سانتاندير على موقع Soccerway.com (الإنجليزية)
- فيديريكو سانتاندير على موقع عالم كرة القدم.نت (الإنجليزية)
- فيديريكو سانتاندير على موقع AS.com (الإسبانية)